# Abraham González
Abraham González (7. juni 1864 – 7. marts 1913) var guvernør over den Mexicanske delstat under den mexicanske revolution. Han var tvunget til at træde tilbage 25. februar 1913. Kort derefter blev han myrdet af de facto præsident Victoriano Huerta.